# Sultanat de Fadhli
 (février 2017).
Si vous disposez d'ouvrages ou d'articles de référence ou si vous connaissez des sites web de qualité traitant du thème abordé ici, merci de compléter l'article en donnant les références utiles à sa vérifiabilité et en les liant à la section « Notes et références ».
Le sultanat de Fadhli, (en arabe : فضلي Fadli), ou Sultanat fadhli (arabe السلطنة الفضلية Saltanat al-Fadli), a été un sultanat indépendant sur la côte sud de la péninsule arabique, depuis au moins le XVe siècle jusqu'en 1967.

## Histoire moderne
Il était un des neuf cantons qui à l'origine ont signé des accords de protection avec la Grande-Bretagne au début du XXe siècle, avant de devenir une partie du protectorat britannique d'Aden, ou protectorat d'Aden.
Il a été ensuite membre fondateur de la fédération des émirats arabes du Sud en 1959 et de son successeur, la fédération d'Arabie du Sud, en 1963. 
La capitale de la Fadhlia était Shuqrah (en), sur la côte du golfe d'Aden, jusqu'en 1962, quand la capitale administrative a été déplacée à Zinjibar, à environ 60 km à l'est d'Aden ; la résidence du sultan est demeurée à Shuqrah.
En 1967, le dernier sultan, Nasser bin Abdullah bin Hussein ben Ahmed Alfadhli (en arabe : السلطان ناصر بن عبدالله بن حسين بن أحمد الفضلي), a été destitué, et son État aboli, lors de la fondation de la république populaire du Yémen du Sud. Depuis 1990, année de l'unification du pays, ce territoire fait partie de la république du Yémen.

## Sultans

### les Al-Akhdari
- Idris Nabeel bin Haydara al-Akhdari, 1520-1550
- Houdeyfha Salah bin Idris al-Akhdari, 1550-1580
- Abdullah bin Houdeyfha al-Akhdari, 1580-1610
- Hassan bin Abullah al-Akhdari, 1610-1640

### les Fadhli
- Othman (`Uthman), 1640-1670
- Fadhl bin Othman, 1670-1700
- Ahmed bin Fadhl bin Othman, 1700-1730
- Abdullah bin Ahmed bin Fadhl, 1730-1760
- Ahmed bin Abdullah bin Ahmed, 1760-1789
- Abdullah, 1789-1805
- Ahmed bin Abdullah, 1805-1819
- Abdullah bin Ahmed bin Abdullah, 1819-1828
- Haydara bin Ahmed bin Abdullah, 1870-1877
- Hussein bin Ahmed bin Abdullah, 1877
- Ahmed bin Hussein bin Ahmed, 1877-1907, (a signé le traité avec les Britanniques)
- Hussein bin Ahmed bin Abdullah, à nouveau, 1907-1924
- Abdul Qadir bin Ahmed bin Hussein, 1924-1927
- Abdullah bin Hussein, 1927-1929
- Fadhl bin Hussein, 1929-1933
- Abdul Karim, 1933-1936
- Saleh bin Fadhl, 1936-1941
- Abdullah bin Othman (`Abd Allah ibn `Uthman), 1941-1962, a abdiqué,
- Ahmed bin Abdullah, 1962-1964, a abdiqué
- Nasser bin Abdullah bin Hussein bin Ahmed, 1964-1967, le dernier sultan.